# Prisma hexagonal
En geometría, el prisma hexagonal es un prisma con base hexagonal. Este poliedro tiene 8 caras, 18 aristas y 12 vértices.
Como tiene 8 caras, se trata de un octaedro, aunque generalmente para referirse al octaedro regular (con ocho caras triangulares).
Muchos lápices tienen forma de prisma hexagonal recto antes de ser afilados.
Un prisma hexagonal es recto si las aristas laterales y las caras laterales son perpendiculares a las caras de la base, siendo las caras laterales rectangulares. En caso contrario, el prisma es oblicuo. Suele llamarse regular al prisma hexagonal recto, aunque realmente se trata de un poliedro semirregular.

## Como poliedro semirregular (o uniforme)
Si todas las caras son regulares, el prisma hexagonal es un poliedro semirregular, más generalmente un poliedro uniforme, y el cuarto de un conjunto infinito de prismas formados por lados cuadrados y dos bases con forma de polígonos regulares. Puede verse como un hosoedro hexagonal truncado, representado por el símbolo de Schläfli t{2,6}. Alternativamente, puede verse como el producto cartesiano de un hexágono regular y un segmento, y representado por el producto {6}×{}. El dual de un prisma hexagonal es una bipirámide hexagonal.
El grupo de simetría de un prisma hexagonal recto es el grupo diedral D6h de orden 24. Su grupo de rotación es D6 de orden 12.

## Área
El área de un prisma hexagonal recto es la suma de las áreas de las caras laterales (rectangulares) y de las áreas de las bases (hexagonales). Si la altura del prisma es {\displaystyle h} y el lado de la base es {\displaystyle L}, el área del prisma es
{\displaystyle A=3L\cdot (2h+L{\sqrt {3}})}

## Volumen
El volumen de un prisma hexagonal recto es el producto del área de su base por la altura del prisma. Si la altura del prisma es {\displaystyle h} y el lado de la base es {\displaystyle L}, su volumen es
{\displaystyle V=hL^{2}\cdot {\frac {3{\sqrt {3}}}{2}}}
Por el principio de Cavalieri, el volumen del prisma hexagonal oblicuo coincide con el del prisma hexagonal.

## Simetría
La topología de un prisma hexagonal uniforme puede tener variaciones geométricas de menor simetría, que incluyen:
| Nombre              | Prisma regular-hexagonal | Tronco hexagonal | Prisma ditrigonal  | Prisma triámbico   | Trapezoprisma ditrigonal |
| Simetría            | D6h, [2,6], (*622)       | C6v, [6], (*66)  | D3h, [2,3], (*322) | D3h, [2,3], (*322) | D3d, [2+,6], (2*3)       |
| Construcción        | {6}×{},                  |                  | t{3}×{},           |                    | s2{2,6},                 |
| Forma original      |                          |                  |                    |                    |                          |
| Forma distorsionada |                          |                  |                    |                    |                          |

## Figura de vértices
En cada vértice del prisma coinciden dos caras cuadradas y una de las dos bases hexagonales.
|  |  |  |

## Como parte de teselaciones espaciales
Existe como celda de cuatro panales convexos uniformes prismáticos en 3 dimensiones:
| Panal prismático hexagonal · | Panal prismático triangular-hexagonal · | Panal prismático triangular-hexagonal romo · | Panal prismático rombitriangular-hexagonal · |
|                              |                                         |                                              |                                              |

También existe como celda de varios politopo uniforme de cuatro dimensiones, que incluyen:
| Prisma tetraédrico truncado · | Prisma octaédrico truncado · | Prisma cuboctataédrico truncado · | Prisma icosaédrico truncado · | Prisma icosadodecaédrico truncado · |
|                               |                              |                                   |                               |                                     |
| 5-celdas runcitruncado ·      | 5-celdas omnitruncatedo ·    | 16-celdas runcitruncado ·         | teseracto omnitruncado ·      |                                     |
|                               |                              |                                   |                               |                                     |
| 24-celdas runcitruncado ·     | 24-celdas omnitruncado ·     | 600-celdas runcitruncado ·        | 120-celdas omnitruncado ·     |                                     |
|                               |                              |                                   |                               |                                     |

## Poliedros y mosaicos relacionados
|                         |        |        |        |       |         |         |          |          |
|                         |        |        |        |       |         |         |          |          |
| {6,2}                   | t{6,2} | r{6,2} | t{2,6} | {2,6} | rr{6,2} | tr{6,2} | sr{6,2}  | s{2,6}   |
| Duales de los uniformes |        |        |        |       |         |         |          |          |
|                         |        |        |        |       |         |         |          |          |
| V62                     | V122   | V62    | V4.4.6 | V26   | V4.4.6  | V4.4.12 | V3.3.3.6 | V3.3.3.3 |

Este poliedro puede considerarse miembro de una secuencia de patrones uniformes con figura de vértice (4.6.2p) y diagrama de Coxeter-Dynkin . Para p < 6, los miembros de la secuencia son poliedros omnitruncados (zonoedros), que se muestran a continuación como teselados esféricos. Para p > 6, son teselados del plano hiperbólico, comenzando con el teselado triheptagonal truncado.
| *n32 mutación de simetría de teselados omnitruncados: 4.6.2n | *n32 mutación de simetría de teselados omnitruncados: 4.6.2n | *n32 mutación de simetría de teselados omnitruncados: 4.6.2n | *n32 mutación de simetría de teselados omnitruncados: 4.6.2n | *n32 mutación de simetría de teselados omnitruncados: 4.6.2n | *n32 mutación de simetría de teselados omnitruncados: 4.6.2n | *n32 mutación de simetría de teselados omnitruncados: 4.6.2n | *n32 mutación de simetría de teselados omnitruncados: 4.6.2n | *n32 mutación de simetría de teselados omnitruncados: 4.6.2n | *n32 mutación de simetría de teselados omnitruncados: 4.6.2n | *n32 mutación de simetría de teselados omnitruncados: 4.6.2n | *n32 mutación de simetría de teselados omnitruncados: 4.6.2n | *n32 mutación de simetría de teselados omnitruncados: 4.6.2n |
| Sim. *n32 [n,3]                                              | Esférica                                                     | Esférica                                                     | Esférica                                                     | Esférica                                                     | Euclídea                                                     | Hiperb. compacta                                             | Hiperb. compacta                                             | Paracomp.                                                    | Hiperb. no compacta                                          | Hiperb. no compacta                                          | Hiperb. no compacta                                          | Hiperb. no compacta                                          |
| Sim. *n32 [n,3]                                              | *232 [2,3]                                                   | *332 [3,3]                                                   | *432 [4,3]                                                   | *532 [5,3]                                                   | *632 [6,3]                                                   | *732 [7,3]                                                   | *832 [8,3]                                                   | *∞32 [∞,3]                                                   | [12i,3]                                                      | [9i,3]                                                       | [6i,3]                                                       | [3i,3]                                                       |
| ------------------------------------------------------------ | ------------------------------------------------------------ | ------------------------------------------------------------ | ------------------------------------------------------------ | ------------------------------------------------------------ | ------------------------------------------------------------ | ------------------------------------------------------------ | ------------------------------------------------------------ | ------------------------------------------------------------ | ------------------------------------------------------------ | ------------------------------------------------------------ | ------------------------------------------------------------ | ------------------------------------------------------------ |
| Figuras                                                      |                                                              |                                                              |                                                              |                                                              |                                                              |                                                              |                                                              |                                                              |                                                              |                                                              |                                                              |                                                              |
| Config.                                                      | 4.6.4                                                        | 4.6.6                                                        | 4.6.8                                                        | 4.6.10                                                       | 4.6.12                                                       | 4.6.14                                                       | 4.6.16                                                       | 4.6.∞                                                        | 4.6.24i                                                      | 4.6.18i                                                      | 4.6.12i                                                      | 4.6.6i                                                       |
| Duales                                                       |                                                              |                                                              |                                                              |                                                              |                                                              |                                                              |                                                              |                                                              |                                                              |                                                              |                                                              |                                                              |
| Config.                                                      | V4.6.4                                                       | V4.6.6                                                       | V4.6.8                                                       | V4.6.10                                                      | V4.6.12                                                      | V4.6.14                                                      | V4.6.16                                                      | V4.6.∞                                                       | V4.6.24i                                                     | V4.6.18i                                                     | V4.6.12i                                                     | V4.6.6i                                                      |

## Poliedros relacionados
| Familia de prismas n-gonales uniformes | Familia de prismas n-gonales uniformes | Familia de prismas n-gonales uniformes | Familia de prismas n-gonales uniformes | Familia de prismas n-gonales uniformes | Familia de prismas n-gonales uniformes | Familia de prismas n-gonales uniformes | Familia de prismas n-gonales uniformes | Familia de prismas n-gonales uniformes | Familia de prismas n-gonales uniformes | Familia de prismas n-gonales uniformes | Familia de prismas n-gonales uniformes | Familia de prismas n-gonales uniformes | Familia de prismas n-gonales uniformes |
| Nombre                                 | Prisma digonal                         | (Trigonal) Prisma triangular           | (Tetragonal) Prisma cuadrado           | Prisma pentagonal                      | Prisma hexagonal                       | Prisma heptagonal                      | Prisma octogonal                       | Prisma eneagonal                       | Prisma decagonal                       | Prisma endecagonal                     | Prisma dodecagonal                     | ...                                    | Prisma apeirogonal                     |
| -------------------------------------- | -------------------------------------- | -------------------------------------- | -------------------------------------- | -------------------------------------- | -------------------------------------- | -------------------------------------- | -------------------------------------- | -------------------------------------- | -------------------------------------- | -------------------------------------- | -------------------------------------- | -------------------------------------- | -------------------------------------- |
| Imagen                                 |                                        |                                        |                                        |                                        |                                        |                                        |                                        |                                        |                                        |                                        |                                        | ...                                    |                                        |
| Imagen teselado esférico               |                                        |                                        |                                        |                                        |                                        |                                        |                                        |                                        |                                        |                                        |                                        | Imagen teselado plano                  |                                        |
| Conf. vértices                         | 2.4.4                                  | 3.4.4                                  | 4.4.4                                  | 5.4.4                                  | 6.4.4                                  | 7.4.4                                  | 8.4.4                                  | 9.4.4                                  | 10.4.4                                 | 11.4.4                                 | 12.4.4                                 | ...                                    | ∞.4.4                                  |
| Diagrama de Coxeter-Dynkin             |                                        |                                        |                                        |                                        |                                        |                                        |                                        |                                        |                                        |                                        |                                        | ...                                    |                                        |